# Champ Car

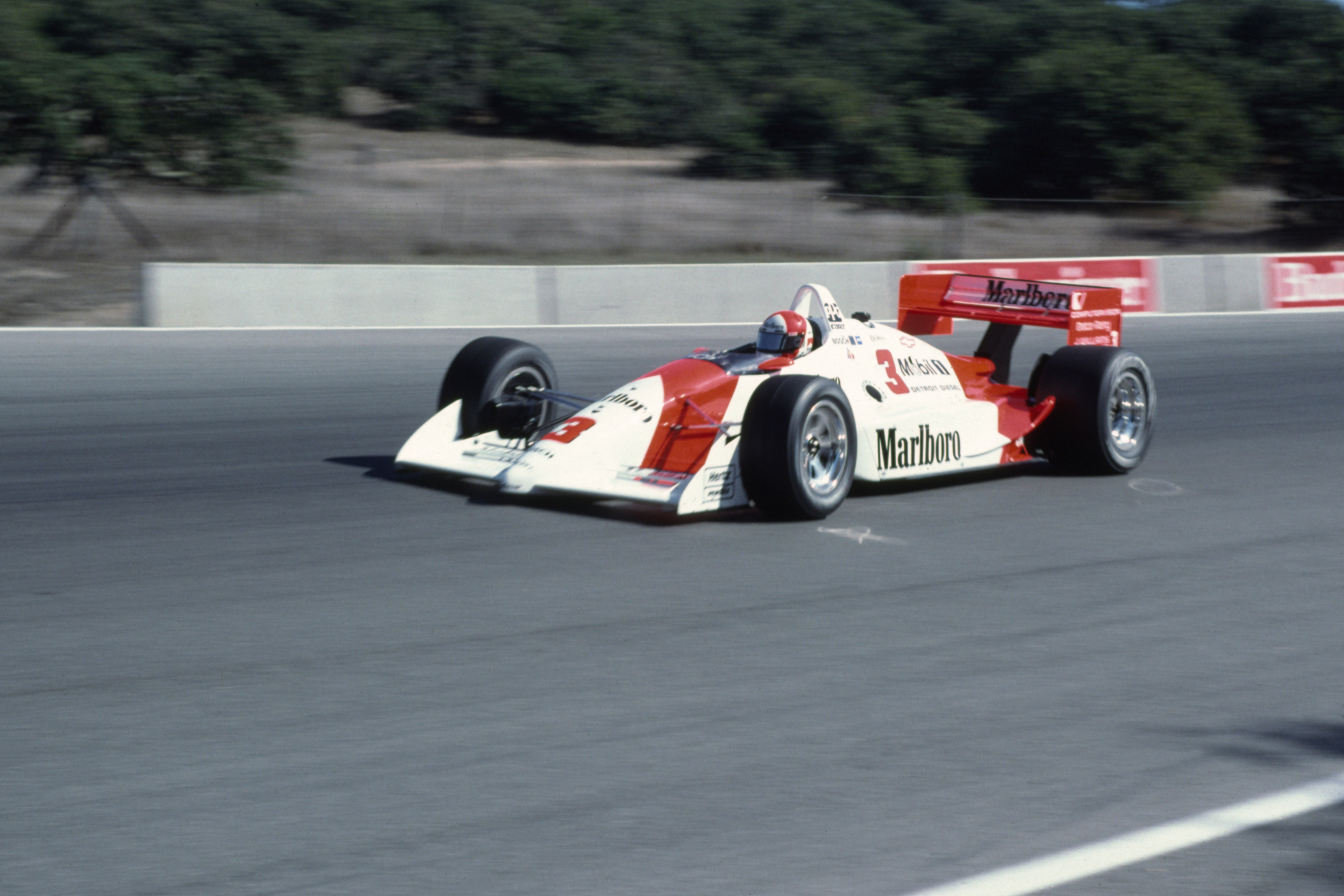
Drievoudig Champ Car kampioen Rick Mears in 1991

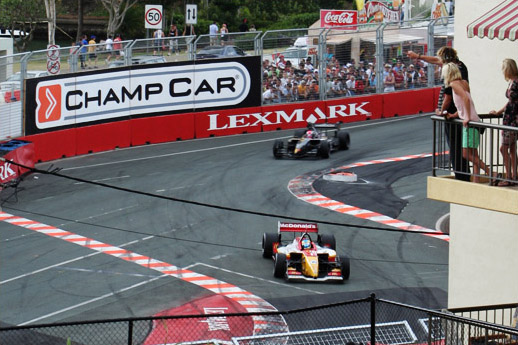
Champ Car race in 2006

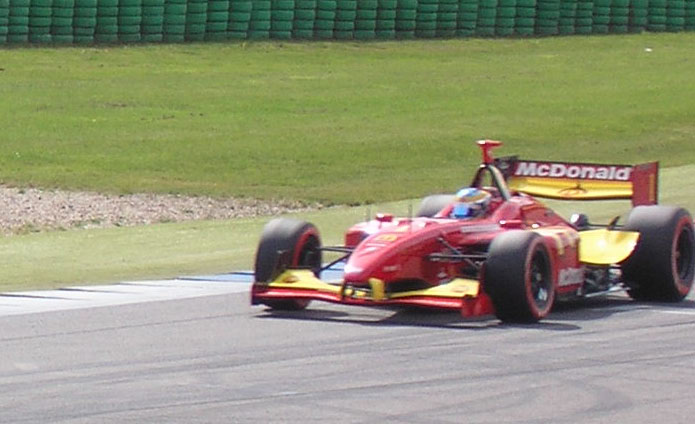
Viervoudig Champ Car kampioen Sébastien Bourdais in Assen, 2007

De Champ Car Series was een Amerikaans georiënteerde raceklasse die in 1978 is ontstaan nadat ontevreden team-eigenaren voor een afscheuring zorgde van de United States Automobile Club (USAC). Een jaar later werd het eerste kampioenschap gehouden dat gewonnen werd door Rick Mears. In 1996 maakte een deel van de Championship Auto Racing Teams (CART) de overstap naar de nieuw opgerichte concurrent, de Indy Racing League (IRL), ook bekend onder de naam IndyCar Series. Deze afscheuring zorgde voor sterk teruglopende bezoekersaantallen en kijkcijfers, waardoor CART in financiële problemen kwam. Na een faillissement van de organisatie in 2003 werd het Champ Car-kampioenschap voortgezet onder de naam Champ Car World Series, maar na een nieuw faillissement in 2008 werd er tussen de eigenaars van CART en de Indy Racing League een akkoord bereikt voor een overname en fusie en hield de Champ Car series op te bestaan.

## Voorgeschiedenis
Vanaf 1916 werd er in de Verenigde Staten een formuleracing kampioenschap georganiseerd door de American Automobile Association (AAA), dat op 4 maart 1902 was opgericht. Voor 1916 was er geen officieel kampioenschap maar voor de periode tussen 1902 en 1915 werden later kampioenstitels met terugwerkende kracht toegekend. Na de ramp op het circuit van Le Mans in 1955 besloot de AAA om geen kampioenschap meer te organiseren en werd de United States Automobile Club (USAC) opgericht om de organisatie op zich te nemen. Vanaf 1956 organiseerde deze club de kampioenschappen tot in 1978 een afscheuring ontstond van ontevreden team-eigenaren die voor de oprichting zorgden van de Championship Auto Racing Teams (CART). Deze nieuwe organisatie organiseerde voortaan het kampioenschap, op uitzondering van de Indianapolis 500 race, die in handen bleef van de USAC tot de race in 1997 overgenomen werd door de Indy Racing League.

## Naam van het kampioenschap
Het kampioenschap heeft in de loop van de jaren verschillende namen gehad zoals de CART Indy Car Series, de Indy Car World Series, de CART World Series, de Championship Series en de Champ Car World Series. De naam Champ Car werd ook voor 1979 gebruikt, maar wordt vaak geassocieerd met dit kampioenschap. De naam CART is exclusief aan dit kampioenschap verbonden en IndyCar daarentegen wordt sinds de oprichting ervan in 1996 voornamelijk geassocieerd met de Indy Racing League, die nu ook deze naam officieel heeft aangenomen, zoals te zien op de officiële website.

## Het kampioenschap
Het eerste kampioenschap werd gehouden in 1979. Er werd toen uitsluitend op Amerikaanse bodem gereden. Een jaar later werd er een race in Mexico gehouden en later werden er jaarlijks een tot drie races in Canada gehouden maar pas in latere jaren zou er veel meer buiten de Verenigde Staten gereden worden. Tijdens het laatste seizoen in 2007 werden zeven van de veertien races buiten de Verenigde Staten gehouden.
De organisatie van de Indianapolis 500 bleef na de afscheuring van 1978 in handen van de United States Automobile Club, maar werd wel opgenomen in het kampioenschap, per uitzondering van 1981 en 1982.
Het kampioenschap is altijd op de eerste plaats een Amerikaans georiënteerd kampioenschap geweest, met de meeste races in Amerika en de eerste tien jaar was de kampioen telkens een Amerikaan. Pas in 1989 werd de eerste niet-Amerikaan kampioen. De titel ging naar Braziliaans tweevoudig wereldkampioen Formule 1 Emerson Fittipaldi. Vanaf die periode werd het deelnemersveld meer internationaal. De laatste Amerikaan die het kampioenschap won was Jimmy Vasser in 1996, elf jaar voordat het kampioenschap tot een einde kwam. De laatste vier seizoenen werden gewonnen door de Fransman Sébastien Bourdais.
Een deel van het kampioenschap werd tot het voorlaatste seizoen altijd afgewerkt op ovale circuits, oval tracks genaamd. Het circuit van Indianapolis is het grootst met iets meer dan vier kilometer (2,5 mijl), de circuits van Michigan en Californië zijn iets kleiner, beiden ongeveer 3,2 kilometer (2 mijl). De circuits in Atlanta, Homestead, Concord en Texas zijn ongeveer 2,4 km (1,5 mijl) en het circuit van Phoenix is 1,6 kilometer (1 mijl) groot.

## De afscheuring van de Indy Racing League
Tony George, de eigenaar van de Indianapolis Motor Speedway had in 1991 een mislukte poging ondernomen om de CART organisatie over te kopen. In 1994 kwam hij met een eisenpakket. Hij wilde dat meer Amerikaanse rijders de kans kregen om in de Champ Car series te kunnen rijden en wilde het aantal races op stratencircuits verminderd zien ten voordele van ovale circuits. Toen dat allemaal niet realistisch bleek te zijn, verliet George de raad van bestuur van de CART organisatie en richtte de Indy Racing League op, dat in 1996 met een concurrerend kampioenschap begon en dat ook de Indianapolis 500 op de kalender had, zodat deze race verdween van de CART kalender. Een van de negatieve effecten was dat heel wat ervaren coureurs die onderdak hadden in het Champ Car kampioenschap, de belangrijkste race van het jaar niet konden rijden, ondanks dat er een beperkt deelnemersveld uit de Champ Car werd toegelaten.

## Faillissement en hereniging
Mede door het wegvallen van de Indianapolis 500 race uit het kampioenschap en de concurrentie van de Indy Racing League in zijn geheel, vielen de bezoekersaantallen terug en kwam de CART organisatie in financiële problemen. In 2002 trok een belangrijke sponsor zich terug en beslisten motorenleverancieren Honda en Toyota om over te stappen naar de Indy Racing League. In 2003 werd CART failliet verklaard. Drie van de ex-Cart eigenaars richtten een nieuwe groep op, de Open Wheel Racing Series, de naam werd later veranderd in Champ Car World Series (CCWS) , die de organisatie van de Champ Car overnam. Deze groep kwam in 2007 opnieuw in de problemen na het afhaken van sponsoren. In februari 2008 werd het faillissement ingediend en een week later kwam de aankondiging dat de Indy Racing League organisatie de Champ Car had overgenomen. Na twaalf jaar was de hereniging van de top van het Amerikaanse formuleracing een feit. Het geplande Champ Car seizoen van 2008 ging niet door, op uitzondering van twee races die om contractuele verbintenissen niet konden geannuleerd worden.

## Champ Car en Formule 1
De Champ Car en de Formule 1 zijn raceklassen die altijd op elkaar hebben geleken. Het zijn beiden hoofdklassen in het formuleracen, maar er zijn ook een aantal grote verschillen. De Amerikaanse teams hebben een aangekocht chassis, in de Formule 1 wordt het chassis meestal gebouwd door de constructeur (het team). De wagens in Amerika zijn ook zwaarder en rijden op methanol in tegenstelling tot de benzine die in de Formule 1 gebruikt wordt. De Amerikaanse wagens hebben ook een andere aerodynamica omdat zij zowel op ovale circuits, stratencircuits als aangelegde racecircuits moeten kunnen rijden. Formule 1 wagens rijden niet op ovale circuits. Tussen 2000 en 2007 werd er Formule 1 gereden op het circuit van Indianapolis, maar de race liep enkel gedeeltelijk over het originele circuit en werd verder op een bochtig parcours gereden dat binnen het originele circuit ligt.
Op aangelegde bochtige circuits zijn Formule 1 wagens sneller. Op het circuit van Montreal in Canada was er tot 2006 zowel een Champ Car race als een Formule 1 race. In 2006 was de tijd die neergezet werd voor de pole position van Fernando Alonso meer dan vijf seconden sneller dan de pole-tijd van Sébastian Bourdais in een Champ Car. Maar Champ Car wagens haalden dan weer een hoge snelheid op ovale circuits. Daar staat het record op de naam van Arie Luyendyk, die tijdens de volledige race op het circuit van Indianapolis in 1990 een gemiddelde snelheid haalde van 299,307 km/h, een absoluut record voor een formuleracing wedstrijd.
Er zijn drie coureurs die beiden Formule 1 en Champ Car kampioen zijn geworden. Emerson Fittipaldi, Nigel Mansell en Jacques Villeneuve. Formule 1 wereldkampioen van 1978 Mario Andretti, won het Amerikaanse kampioenschap drie keer toen het nog door de United States Automobile Club georganiseerd werd.

## Nederland en België

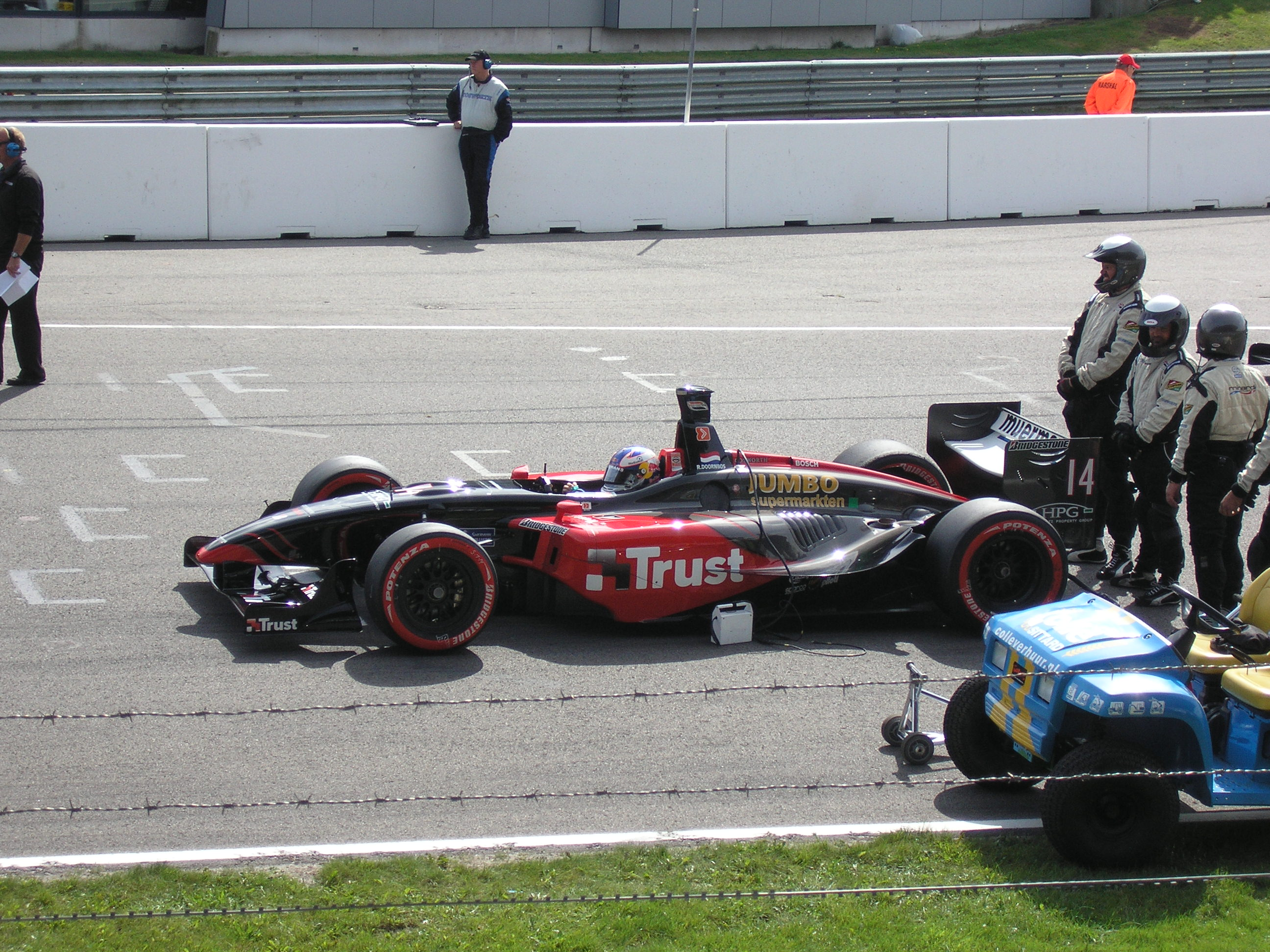
Robert Doornbos staat met zijn team klaar voor de race in Assen, 2007

De coureur met de langste staat van dienst uit de lage landen is Arie Luyendyk. Hij won de prestigieuze race van Indianapolis in 1990 en won een jaar later de races op Phoenix en Nazareth en werd zesde in het kampioenschap. Luyendijk won in 1997 opnieuw op Indianapolis, maar toen maakte de race deel uit van het Indy Racing League kampioenschap.
Robert Doornbos reed met succes het laatste Champ Car kampioenschap in 2007. Hij won de races in het Canadese Mont-Tremblant en op het circuit van San José. Hij werd derde in de eindstand van het kampioenschap.
In 2007 stonden de races op het circuit van Assen, Nederland en Zolder, België op het programma. De Belgische piloot Jan Heylen werd tweede in de race op Assen, de beste prestatie van een Belg ooit. Andere voormalige Belgische coureurs die het kampioenschap reden zijn Didier Theys en Éric Bachelart. De twee races in België en Nederland stonden eveneens gepland voor het seizoen van 2008, dat er nooit kwam.

## Recordhouders
Top 10 van rijders, meest gewonnen races en meest gewonnen pole positions.
| Overwinningen | Overwinningen      | Overwinningen | Overwinningen |
| Rank          | Rijder             | Win           |               |
| ------------- | ------------------ | ------------- | ------------- |
| 1.            | Michael Andretti   | 42            |               |
| 2.            | Al Unser Jr.       | 31            |               |
| =             | Paul Tracy         | 31            |               |
| =             | Sébastien Bourdais | 31            |               |
| 5.            | Rick Mears         | 26            |               |
| 6.            | Bobby Rahal        | 24            |               |
| 7.            | Emerson Fittipaldi | 23            |               |
| 8.            | Mario Andretti     | 19            |               |
| 9.            | Danny Sullivan     | 17            |               |
| 10.           | Alessandro Zanardi | 15            |               |

| Pole Positions | Pole Positions     | Pole Positions | Pole Positions |
| Rank           | Rijder             | Pole           |                |
| -------------- | ------------------ | -------------- | -------------- |
| 1.             | Rick Mears         | 39             |                |
| 2.             | Michael Andretti   | 32             |                |
| 3.             | Mario Andretti     | 30             |                |
| 4.             | Sébastien Bourdais | 28             |                |
| 5.             | Paul Tracy         | 25             |                |
| 6.             | Danny Sullivan     | 19             |                |
| 7.             | Bobby Rahal        | 18             |                |
| 8.             | Emerson Fittipaldi | 17             |                |
| 9.             | Gil de Ferran      | 16             |                |
| 10.            | Juan Pablo Montoya | 14             |                |
| =              | Bobby Unser        | 14             |                |

## Kampioenstitels
Lijst van kampioenstitels en rookie van het jaar (beste nieuweling).
| Jaar | Coureur            | Team                       | Rookie v/h jaar    |
| ---- | ------------------ | -------------------------- | ------------------ |
| 1979 | Rick Mears         | Penske Racing              | Bill Alsup         |
| 1980 | Johnny Rutherford  | Chaparral Racing           | Dennis Firestone   |
| 1981 | Rick Mears         | Penske Racing              | Bob Lazier         |
| 1982 | Rick Mears         | Penske Racing              | Bobby Rahal        |
| 1983 | Al Unser           | Penske Racing              | Teo Fabi           |
| 1984 | Mario Andretti     | Newman/Haas Racing         | Roberto Guerrero   |
| 1985 | Al Unser           | Penske Racing              | Arie Luyendyk      |
| 1986 | Bobby Rahal        | Truesports                 | Dominic Dobson     |
| 1987 | Bobby Rahal        | Truesports                 | Fabrizio Barbazza  |
| 1988 | Danny Sullivan     | Penske Racing              | John Jones         |
| 1989 | Emerson Fittipaldi | Patrick Racing             | Bernard Jourdain   |
| 1990 | Al Unser Jr        | Galles-Kraco Racing        | Eddie Cheever      |
| 1991 | Michael Andretti   | Newman-Haas Racing         | Jeff Andretti      |
| 1992 | Bobby Rahal        | Rahal-Hogan Racing         | Stefan Johansson   |
| 1993 | Nigel Mansell      | Newman-Haas Racing         | Nigel Mansell      |
| 1994 | Al Unser Jr        | Penske Racing              | Jacques Villeneuve |
| 1995 | Jacques Villeneuve | Andretti Green Racing      | Gil de Ferran      |
| 1996 | Jimmy Vasser       | Chip Ganassi Racing        | Alessandro Zanardi |
| 1997 | Alessandro Zanardi | Chip Ganassi Racing        | Patrick Carpentier |
| 1998 | Alessandro Zanardi | Chip Ganassi Racing        | Tony Kanaan        |
| 1999 | Juan Pablo Montoya | Chip Ganassi Racing        | Juan Pablo Montoya |
| 2000 | Gil de Ferran      | Penske Racing              | Kenny Bräck        |
| 2001 | Gil de Ferran      | Penske Racing              | Scott Dixon        |
| 2002 | Cristiano da Matta | Newman-Haas Racing         | Mario Dominguez    |
| 2003 | Paul Tracy         | Forsythe Racing            | Sébastien Bourdais |
| 2004 | Sébastien Bourdais | Newman-Haas Racing         | A.J. Allmendinger  |
| 2005 | Sébastien Bourdais | Newman-Haas Racing         | Timo Glock         |
| 2006 | Sébastien Bourdais | Newman-Haas Racing         | Will Power         |
| 2007 | Sébastien Bourdais | Newman-Haas-Lanigan Racing | Robert Doornbos    |